# Pierangelo Piegari
Pierangelo Piegari (San Gregorio Magno, 9 agosto 1943 – Roma, 23 settembre 2015) è stato un giornalista e politico italiano.
Giornalista televisivo del TG1, curò e condusse diverse rubriche legate alla redazione economico-sindacale del TG1 tra cui Tg1 Motori.

## Biografia
La sua carriera professionale cominciò nella carta stampata al Corriere dello Sport alla 'corte' di Antonio Ghirelli a cavallo tra gli anni sessanta e ottanta, dove Piegari seguì il calcio e la Roma in particolare. Lasciato il Corriere dello Sport, approdò al neonato Tg3 della Rai in Basilicata dove condusse il telegornale.
Nei primi anni ottanta Pierangelo Piegari diventò sindaco di San Gregorio Magno, dove aveva vissuto i primi anni della sua vita dopo la fine della guerra. Erano gli anni della ricostruzione dal tragico terremoto dell'Irpinia e Pierangelo Piegari fu l'artefice della veloce rinascita dalle macerie del suo amato paese. Resterà sindaco per altri vent'anni sacrificando in parte la sua professione e la sua stessa famiglia composta da tre figli e dalla moglie Germana.
Si candidò con buoni risultati alle elezioni per la Camera dei Deputati con la Democrazia Cristiana e solo per pochi voti non venne eletto (allora il sistema era il proporzionale). Un suo scoop giornalistico da ricordare fu l'intervista a Papa Giovanni Paolo II a Balvano, tra le macerie del terremoto del 23 novembre 1980. Tornò a Roma, prima alla radio, Radio Rai Due, e poi al Tg1 diretto da Bruno Vespa, dove assunse anche importanti incarichi sindacali nell'ambito dell'Usigrai, il sindacato dei giornalisti della Rai. Dopo la ricostruzione di San Gregorio Magno portò il grande calcio nel suo paese fondando un centro sportivo che avrebbe preso il suo nome post mortem.